# Guy Moll
Guillaume Laurent „Guy“ Moll (28. května 1910 - 15. srpna 1934) byl francouzský závodní jezdec, původem z francouzské kolonie ve Francouzské Severní Africe, v Alžírsku. Podle mnohých byl Guy Moll největším talentem historie, ale nedostal šanci ho rozvinout. Zemřel v pouhých 24 letech při nehodě v závodě Coppa Acerbo (Grand Prix Pescara) v Pescaře. Jeho mezinárodní kariéra trvala pouhé dva roky, přesto se i za takto krátkou dobu dokázal nesmazatelně zapsat do historie automobilového závodění. Vítězství Guy Molla v Grand Prix Monaka v roce 1934 bylo úspěchem, který zůstal nepřekonán přes čtvrt století – vyhrál svou první Velkou cenu ve věku 23 let a 314 dní (překonal ho až Bruce McLaren 12. prosince 1959, kdy vyhrál Grand Prix USA 1959 ve věku 22 let).

## Mládí a začátky v závodech automobilů
Guy Moll se narodil do bohaté židovské rodiny, byl synem francouzského otce a španělské matky, kteří emigrovali do Alžírska, tehdy francouzské kolonie. Byl francouzským občanem, i když byl často označován jako „Alžířan“. Závodit začal ve 20 letech v roce 1930, kdy se zúčastňoval na alžírských, sporadických akcích s vozem Lorraine-Dietrich. Dojel na 4. místě 27. dubna 1930 v Oranu a jako 5. v závodě Šestihodinovka Tunis (28. března 1931). V roce 1932 si ho všiml "Alžířan" Marcel Lehoux, majitel velké obchodní společnosti v Alžírsku a sám o sobě úspěšný jezdec závodů Grand Prix. Lehoux byl přesvědčen o Mollově talentu a zapůjčil Mollovi své Bugatti T35C.  

## Závodní kariéra
V roce 1932 za podpory "Alžířana" Marcela Lehouxe startoval na 2. Grand Prix Oranie (24. dubna) a na 2. Grand Prix v Casablance (22. května). Moll se v Oranu (Circuit Automobile d'Arcole) hned po startu překvapivě ujal vedení a vedl závod dvě kola. Potom vedení převzal Jean-Pierre Wimille, který posléze tříhodinový závod na Bugatti T51 vyhrál. Moll odpadl po 11. kole, po školácké chybě, kdy mu došlo palivo. Závod nedojel ani Marcel Lehoux (Bugatti T51), který po 13. kole musel také odstoupit s poškozeným motorem.
V marocké Casablance (městský okruh Anfa, Grand Prix Maroka) to nebylo o moc lepší. Účast byla také ovlivněna tím, že se ve stejný den konal závod na berlínském Avusu, proto mnozí špičkoví, především němečtí jezdci do Casablancy nepřijeli (Caracciola, Brauchitsch, Stuck, Dreyfus, Divo, Fagioli atd.). Shodou okolností při tomto závodu na Avusu zahynul Jiří Kristián Lobkowicz. Do Casablancy naopak zavítali namnoze francouzští závodníci (Jean-Pierre Wimille, Philippe Etancelin, Louis Trintignant, Achille Varzi, Marcel Lehoux atd.). Wimille (Bugatti T51) vedl první část závodu, ale poté musel odstoupit pro poruchu motoru a vítězství tak získal Lehoux (Bugatti T54). Za nimi dojel Etancelin (Alfa Romeo 8C Monza), který udolal v přímém souboji Bugatti T51 Czaykowského. Guy Moll s T35C odstoupil ze závodu předčasně, po několika kolech.
Lehoux se těmito neúspěchy nenechal odradit a přivezl na podzim Molla do Francie, aby poprvé ochutnal kontinentální závod na Grand Prix Marseille (okruh Miramas). Velká cena Marseille na okruhu Miramas se jela poprvé, na samém konci sezóny 25. září. Sešla se na ní evropská elita 21 jezdců na vozech Bugatti, Maserati a Alfa Romeo. Ovál 5 km dlouhý umožňoval dosáhnout rychlosti až 200 km/h, široké zatáčky byly mírně klopené, ale hrubý betonový povrch zatěžoval nadměrně pneumatiky. Během tréninku zajel Nuvolari s 2,6litrovým monopostem Alfa Romeo Tipo B/P3 rekordní kolo rychlostí 200,8 km/h. Charles Faroux uspořádal pozice na startovním roštu losováním tak, že bylo vytvořeno 5 řad po čtyřech vozech. Guy Moll byl nalosován na pole position vpravo do 1. řady. Po startu se přes něj přehnali Nuvolari, Fagioli, Varzi, Lehoux a další. Vzrušující stíhací jízda však přinesla své oběti. Varzi, Lehoux, Dreyfus a Chiron předčasně z boje odstoupili. Po polovině závodu (40. kolo) vedl Nuvolari před Sommerem, Gaupillatem, Fagiolim a Mollem. Fagioli musel zpomalit pro problémy se skříní řízení. I Nuvolari měl potíže, pět kol před koncem mu na voze praskla pneumatika. V závodě zvítězil Sommer na starší Alfa Romeo 8C Monza 2,3 l o 46 vteřin před Nuvolarim na nové Tipo B/P3 2,6 l. Senzačně jako třetí dojel nováček Guy Moll na letitém Bugatti T35C (2,0 l).
Sezónu 1933 zahájil Guy Moll jako soukromý jezdec na stárnoucím Bugatti T35C. První závod se konal nezvykle brzy, 19. února na 2. Velké ceně Pau. Grand Prix na okruhu v Pau se jela za příšerných podmínek, kdy na začátku závodu padal těžký, mokrý sníh. Guy Moll startující z vylosované pole position vedl závod až do 32. kola, kdy byl předstižen Lehouxem, který ujal se vedení a vítězně dokončil závod. V 25. kole přestalo sněžit. Krátce po 30. kole z 80 plánovaných předjel Lehoux Czaykowského a na okamžik byli "Alžířané" v závodě ve vedení, Moll před Lehouxem. Ihned poté v 32. kole však Moll zastavil v boxech a propadl se dozadu na třetí pozici. V děsivých podmínkách trvalo Mollovi dlouho, než si našel cestu kolem Czaykovského a předjel ho. Po 80. kolech zvítězil Lehoux o minutu před Mollem.
Na 5. ročníku Grand Prix Tunisu (26. března) Moll, kterému v předposledním kole došlo palivo a kilometr před cílem uvízl na okruhu a 37. kolo z 38 nedokončil, ale přesto byl v některých zprávách klasifikován jako devátý. Díky bohatým rodičům a rodinné dotaci si na Marcelovu radu mohl Moll koupit novou Alfu Romeo 8C-2300. Velká cena Nimes (4. června) byla uspořádána v centru města, na městském okruhu 2,617 km dlouhém na 80 kol (209,36 km). Moll s novou Alfou na "městské" Velké ceně hned dojel 3. za Nuvolarim (Alfa Romeo 8C 2600) a Étancelinem (Alfa Romeo 8C 2300).

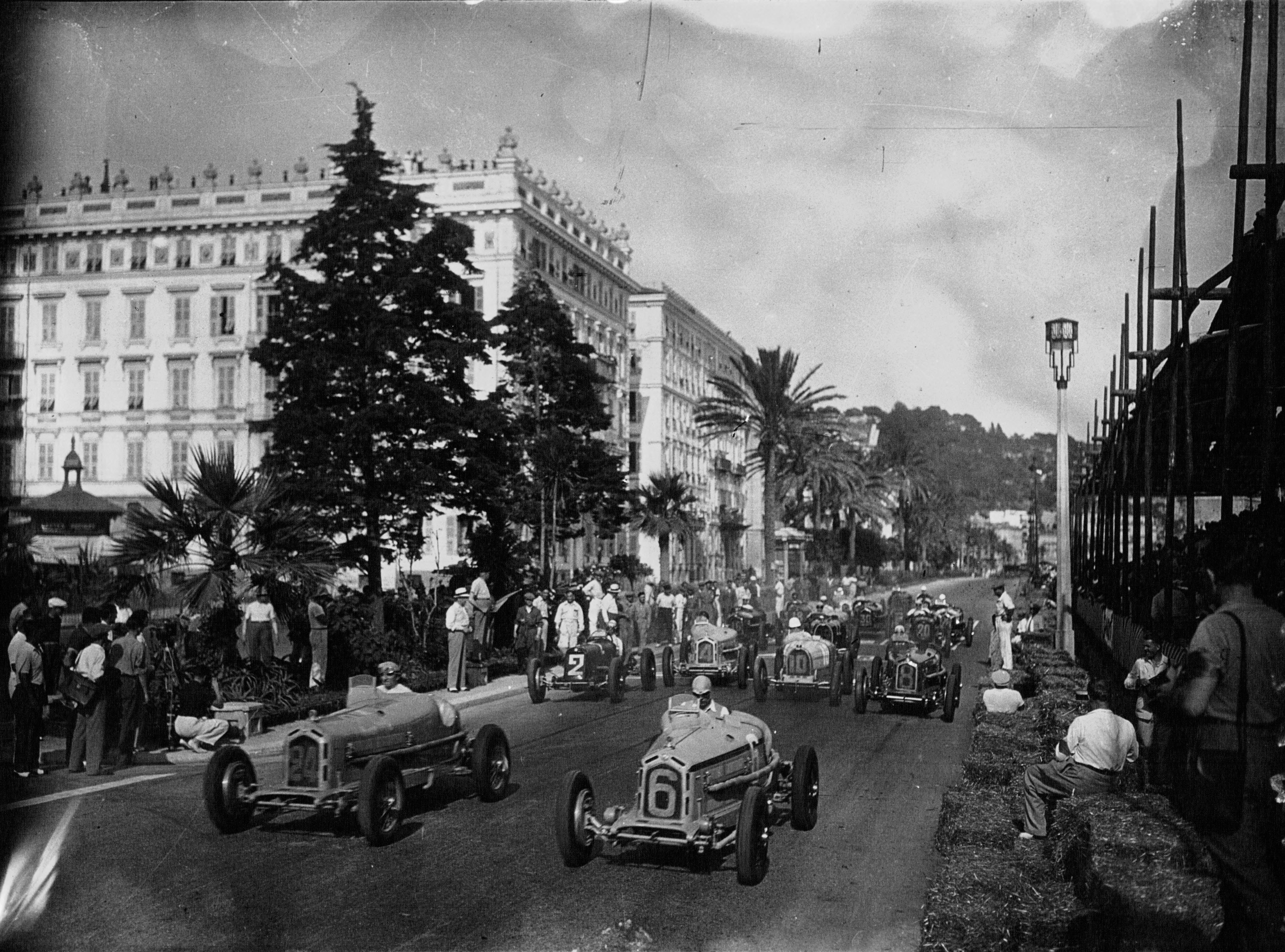
Start Grand Prix Nice (1933). Zcela vpravo Guy Moll (st. č. 8)

Pouze 11. června na Grand Prix Francie v Montlhéry-Linas v závodě na 500 km (jako Grandes Épreuves byly v roce 1933 s minimální délkou závodu 500 km označeny Velké ceny Monaka, Francie, Belgie, Itálie a Španělska) dojel až na 5. místě a při jednom startu na závodě 24 h Le Mans (17.-18. června) společně s krajanem Guy Cloitrem v týmu P.-L. Dreyfuse na sportovní verzi Alfa Romeo 8C 2300 nedojeli. V červenci vedl Grand Prix Marny, než byl diskvalifikován ze třetího místa kvůli porušení pravidel - přijetí cizí pomoci. Poté, co krátce před koncem závodu byl v boxech, musel po pouhých 50 metrech znovu zastavit, aby něco na svém voze opravil. Přišel mechanik a pomohl mu. To byla ta cizí pomoc. Stával se však stabilním uživatelem stupňů vítězů, protože v dalším dokončeném závodě, Velké ceně Nice  (6. srpna) dojel na 3. místě. Grand Prix byla uspořádána na městském okruhu 3,214 km dlouhém A. C. de Nice na 305,330 km, tj. 95 kol. Ke startu se dostavilo 16 konkurentů. Zvítězil T. Nuvolari (Maserati) před R. Dreyfusem (Bugatti) a na 3. místě dojel Guy Moll (Alfa Romeo), v Grand Prix du Comminges (20. srpna, Saint Gaudens) dojel po 385 km na 3. místě a ve 4. závodě, v Grand Prix de Marseille (o týden později, 27. srpna) dokončil závod opět na 3. místě. Zúčastnil se i slavného závodu do vrchu Mont Ventoux u Avignonu. 23. ročník závodu se jel 4. září na obvyklé trati 21,6 km dlouhé. Zde získal novou zkušenost. Krátce po startu dostal v zatáčce smyk a sjel do příkopu, přičemž se naštěstí jen lehce zranil.
V ten samý den, 10. září 1933, se na Monze konaly dva velké závody Grand Prix Itálie a Gran Premio di Monza. V hlavním závodě na 50 kol (500 km) zvítězil Luigi Fagioli (Alfa Romeo Tipo B/P3) a před Taziem Nuvolarim (Maserati 8CM). Guy Moll odjel tento závod ve středu startovního pole a dokončil jej na 9. místě, 4 kola za vítězem.
Na Gran Premio di Monza se navždy bude vzpomínat jako na Černý den závodu monopostů. Toho dne na okruhu zahynuli Guiseppe Campari, Baconin Borzacchini a Stanislaw Czaykovski. Ve 2. rozjížďce Moll dojel jako druhý a postoupil do finálové jízdy. První kola finále se vyvinula v bitvu mezi dvěma Bugatti (Lehoux, Czaykowski), když Czaykowski zajel nejrychlejší kolo rychlostí 187,935 km/h dostal se do čela. Kolo za kolem projížděl kolem tribuny a vedl Lehouxe na druhém místě. Ale v osmém kole se Lehoux prohnal kolem tribun sám na prvním místě, zatímco Czaykowski chyběl. Czaykowského Bugatti totiž havarovalo jen o 50 metrů dále, než kde se před hodinou stala první vícenásobná nehoda. Bugatti dostalo divoký smyk, převrátilo se přes vnější okraj dráhy. Jezdec narazil hlavou na kámen, který mu prorazil lebku. To ho téměř jistě okamžitě zabilo. Bugatti uvěznilo řidiče pod sebou a začalo hořet. Nikdo mu nebyl schopen jakkoli pomoci. To byl konec závodu... Vozy byly zastaveny po dokončení pouhých 14 kol, místo původně plánovaného počtu 22 kol. Podle vyhlášených výsledků zvítězil Lehoux (Bugatti T51) před Mollem.
Posledním závodem Gyu Molla v této sezóně byla na účast na 4. Masarykově okruhu v Brně 17. září, týden po tragické Monze. Podle vylosovaného pořadí vyjížděl Moll na deštěm zkrápěnou trať z 12. pozice (8. řada). Ihned po startu v obvyklých 10:30 h dopoledne se ujal vedení Lehoux, ale v průběhu kola ho vítěz dvou předchozích ročníků Louis Chiron, kterému se na startu notně protočila kola, předjel a do konce závodu před sebe již nikoho nepustil. Po prvním kole měl Chiron už náskok jedné minuty. Za ním projeli kolem hlavní tribuny Lehoux, Pietsch, Hartmann, Steiweg, Brauchitsch, Dreyfus a Moll. Kolem poloviny závodu na 17 kol přestalo pršet a vozy mohly na osychající trati zrychlit. V 12. kole Alžířan Moll, který už jel na 2. místě, v Novém Lískovci vrazil do plotu a do dřevěného můstku pro přecházení trati, vypadl z vozu a byl odvezen k ošetření do nemocnice. Utrpěl otřes mozku, množství odřenin a pohmožděnin. Jak jeho vůz vyjel z trati, namířil si to k blízkému párkařskému stánku. Prodavač jen tak tak uskočil, ale jeho uzenářské zboží se rozlétlo široko-daleko.

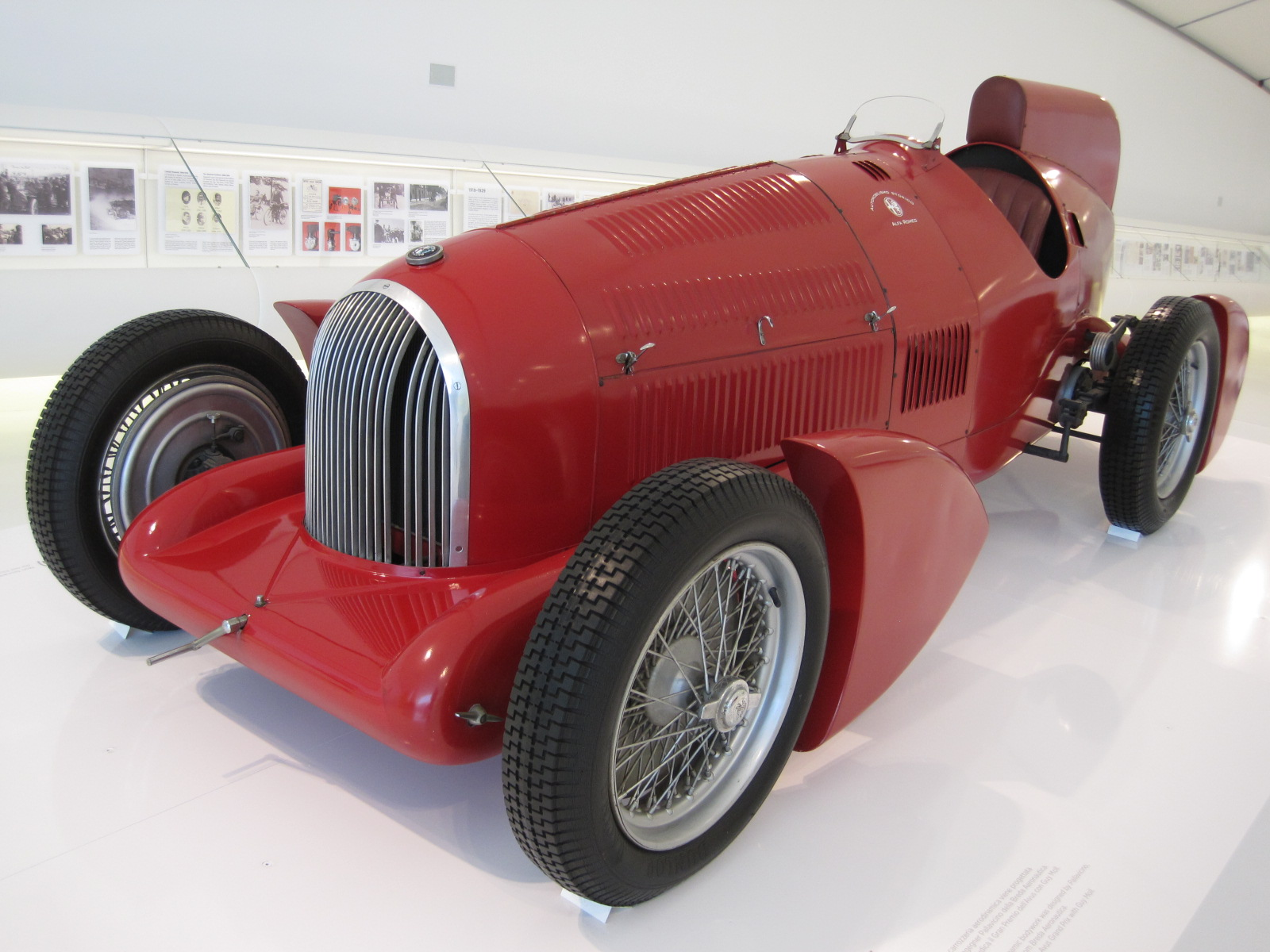
Alfa Romeo Tipo B/P3 Streamliner, Muzeum Enzo Ferrari v Modeně

V neoficiálním pořadí sestaveném z hlavních závodů Grand Prix v roce 1933 obsadil 9. místo, protože nedosáhl na žádné vítězství - prvních 7 jezdců z pořadí mělo jedno či více vítězných závodů. V této statistice zvítězil Tazio Nuvolari se 4 vítězstvími před Varzim a Chironem, kteří měli po 3 vítězstvích. To se však v následujícím roce změnilo. Mladík ohromil i Enza Ferrariho, který ho na konci roku získal do týmu Scuderia Ferrari a dostal k dispozici Alfu Romeo Tipo B/P3.

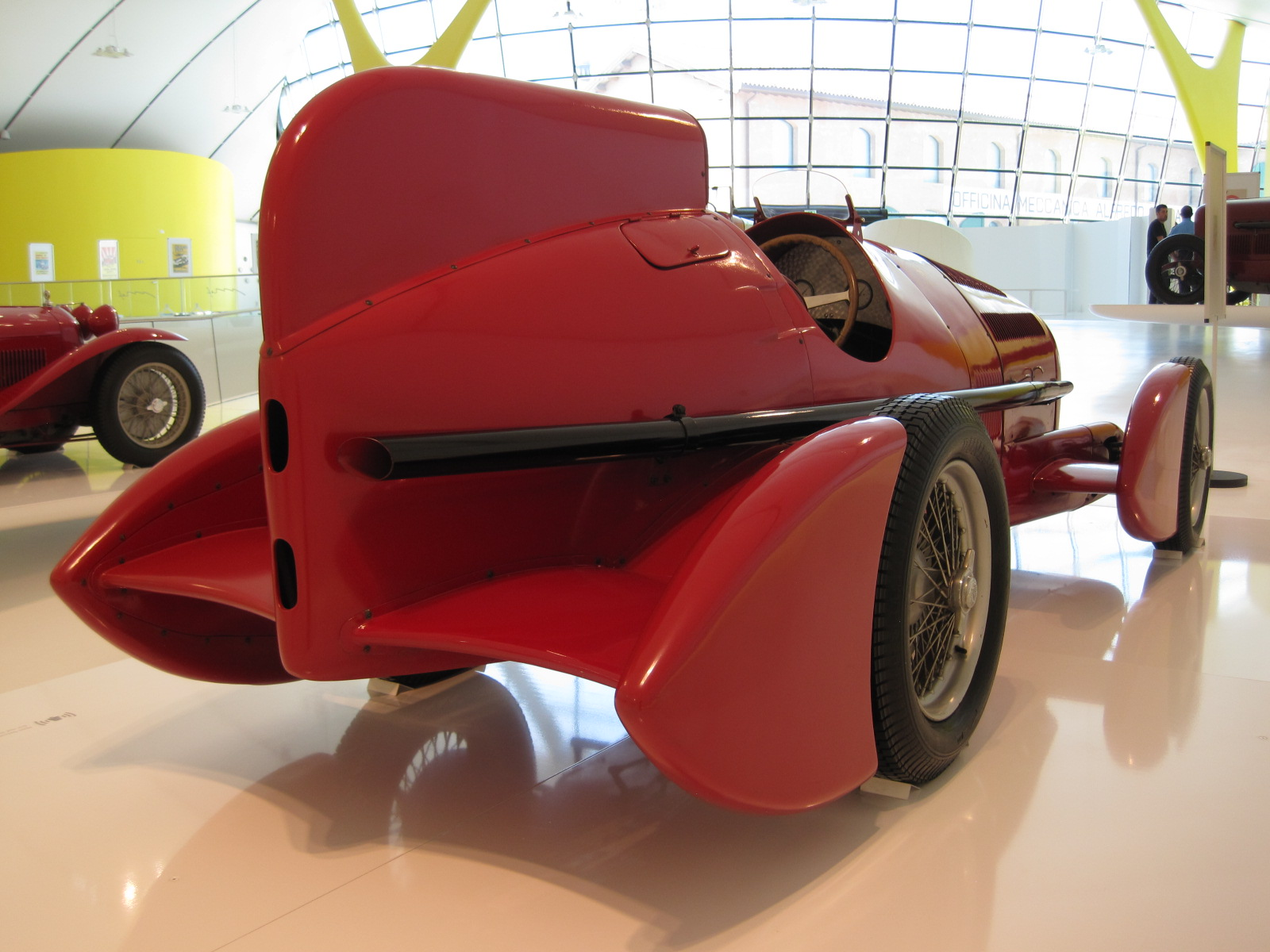
Alfa Romeo Tipo B/P3 Streamliner, pohled na zadní část

Ve Scuderia Ferrari se sešel v roce 1934 tehdejší výkvět jezdců včetně veteránských es Achille Varziho a Louise Chirona, senzačního nového špičkového jezdce Guye Molla a také hrabě C. F. Trossi, Marcel Lehoux atd. Do prvního závodu sezony 2. dubna v Monte Carlu nasadila stáj 5 vozů B/P3 (Chiron, Lehoux, Varzi, Trossi a Moll). Chiron, který v podstatě celý závod jezdil v čele, v 93. kole (ze 100) nezvládl průjezd zatáčkou a najel na pytle s pískem. Než se z pasti "vyhrabal", předjel ho Moll, který tak v prvním závodě za Scuderia Ferrari dosáhl na triumf.
Moll pak skončil ve druhém závodě druhý za Varzim (Grand Prix Tripolisu, 6. května). Velká cena Tripolisu před 100 000 diváky byla odstartována tripolským guvernérem Italo Balbem. Guy Moll, který jel skvělý závod, ke konci se stále zrychloval, předstihl Chirona a umístil se jako druhý těsně za vítězným Varzim. Diváci byli jako u vytržení, když sledovali Mollovu Alfu Tipo B/P3, jak letí zatáčkami a postupně dohání vedoucího Varziho. V poslední zatáčce závodu se pokusil Itala předjet, ale ten se překvapit nenechal a o délku auta si pohlídal vítězství.
Ve třetím závodě, na Avusu (IV. internationales AVUS-rennen) 27. května znovu vyhrál. To jel na modifikované verzi Tipo B/P3  s aerodynamickou karoserií (streamliner) navrženou inženýrem Pallavicinem. Tento vůz měl zaoblený kryt chladiče, opěrku hlavy s připevněnou dlouhou ploutví a kapotáž za každým ze čtyř kol. Motor byl zvětšen na 3,2 litru, čímž se zvýšil výkon na 265 koní. Velká cena Avusu, která byla vybojována na nově upravené závodní berlínské dráze, byla zajímavým soubojem Francouze Molla s Hansem Stuckem (Auto Union A), z něhož vyšel vítězně francouzský závodník. Začátek hlavního závodu zdržen byl kvůli předcházejícímu krupobití, a bylo proto nutno vyčkat až poněkud dráha oschne. Start konal se o 16. hod. a Stuck se ihned ujal vedení, za ním následovali Chiron, Varzi, Moll a Nuvolari. Po šestém kole se dostal Moll na druhé místo za Stucka. Po desátém kole zastavil Stuck v depu, aby doplnil palivo a vyměnil zadní kola, a Moll, který ho dosud vytrvale sledoval, se dostal na první místo. Potom jej Stuck s novými pneumatikami začal stíhat, ale odešla mu spojka. Údajně si zničil spojku v jižní zatáčce v důsledku zrychlení, když byl jen 400 metrů za Mollem, kterého se snažil dostihnout. Na konci 12. kola Stuck vzdal. Závod po 15. kolech vyhrál Moll před Varzim a Mombergerem. Oplatil tak Varzimu porážku z Tripolisu.

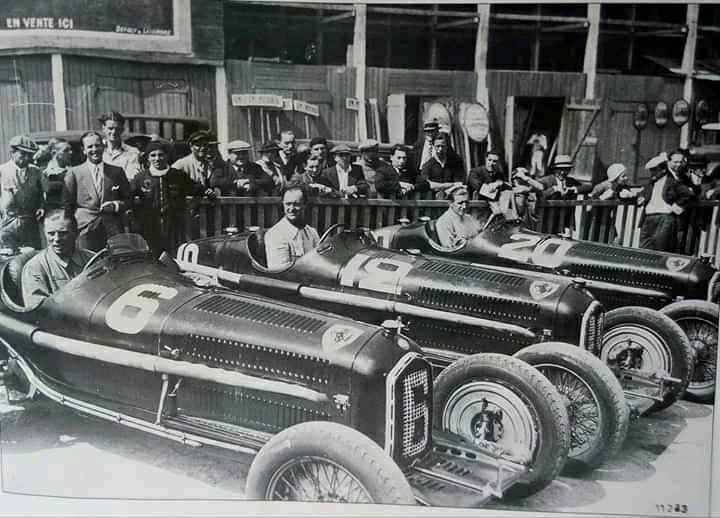
Team Scuderia Ferrari pro Velkou cenu Francie (1934) Na Alfách P3 jsou zprava Varzi, Chiron a Trossi, který byl v průběhu závodu vystřídán Mollem a Moll v závodě dojel na 3. místě.

Dalším důležitým závodem byla Grand Prix Francie v Montlhéry (1. července) a Guy si dojel na voze Trossiho pro třetí místo. Závodní vzdálenost byla 40 kol x 12,504 km, celkem 500,2 km, aby bylo vyhověno pravidlu AIACR na minimální vzdálenost závodu Grand Épreuves 500 km. Trossi, který jel na čtvrté pozici, zastavil ve 14. kole na doplnění paliva. Během prvních kol na svém P3 "ztratil" první rychlostní stupeň a nechtěl pokračovat s poškozenou Alfou Romeo, zatímco náhradní jezdec pro tento závod Moll byl dychtivější a vůz převzal na 6. místě. V 17. kole i přes potíže s převodovkou Moll předjel Benoista a dostal se na 4. pozici. Po 20. kole Stuck zastavil v depu pro pneumatiky a palivo. Tím se octnul na 4. místě za Mollem. Ve 34. kole Varzi zastavil v depu pro zadní kola, palivo, vodu a olej a ztratil druhou pozici, kam postoupil Moll. Dvě kola před koncem závodu se i Moll zastavil v boxu a poté se vrátil do závodu za Varzim. Závod po 40. kolech vyhrál ve velkém stylu Chiron, Varzi skončil 2. a Moll/Trossi na 3. místě. Byl to trojnásobný triumf vozů Alfa Romeo. Na Grand Prix Marny (8. července) obsadil Moll 2. místo za Chironem, ale před 3. Varzim s Marononim. Druhý, trojnásobný triumf Alfy Romeo za sebou.
V Grand Prix Německa na Nürburgringu (15. července) vyhrál naopak Stuck a Moll odstoupil. Pouze Chiron zachraňoval čest značky 3. místem. Na Coppa Ciano v Livornu (22. července) vyhrál Varzi a Moll byl po vyrovnaném souboji druhý. Moll vedl závod, ale poblíž boxů prorazil pneumatiku. Zastavil auto, vyměnil pneumatiku a jen o kolo později byl za Varzim a znovu bojoval o vedení. Ferrari jim z boxů signalizoval, aby si pozici udrželi a neriskovali havárii. Moll dodržel pokyny a Varzi o 9 vteřin vyhrál.

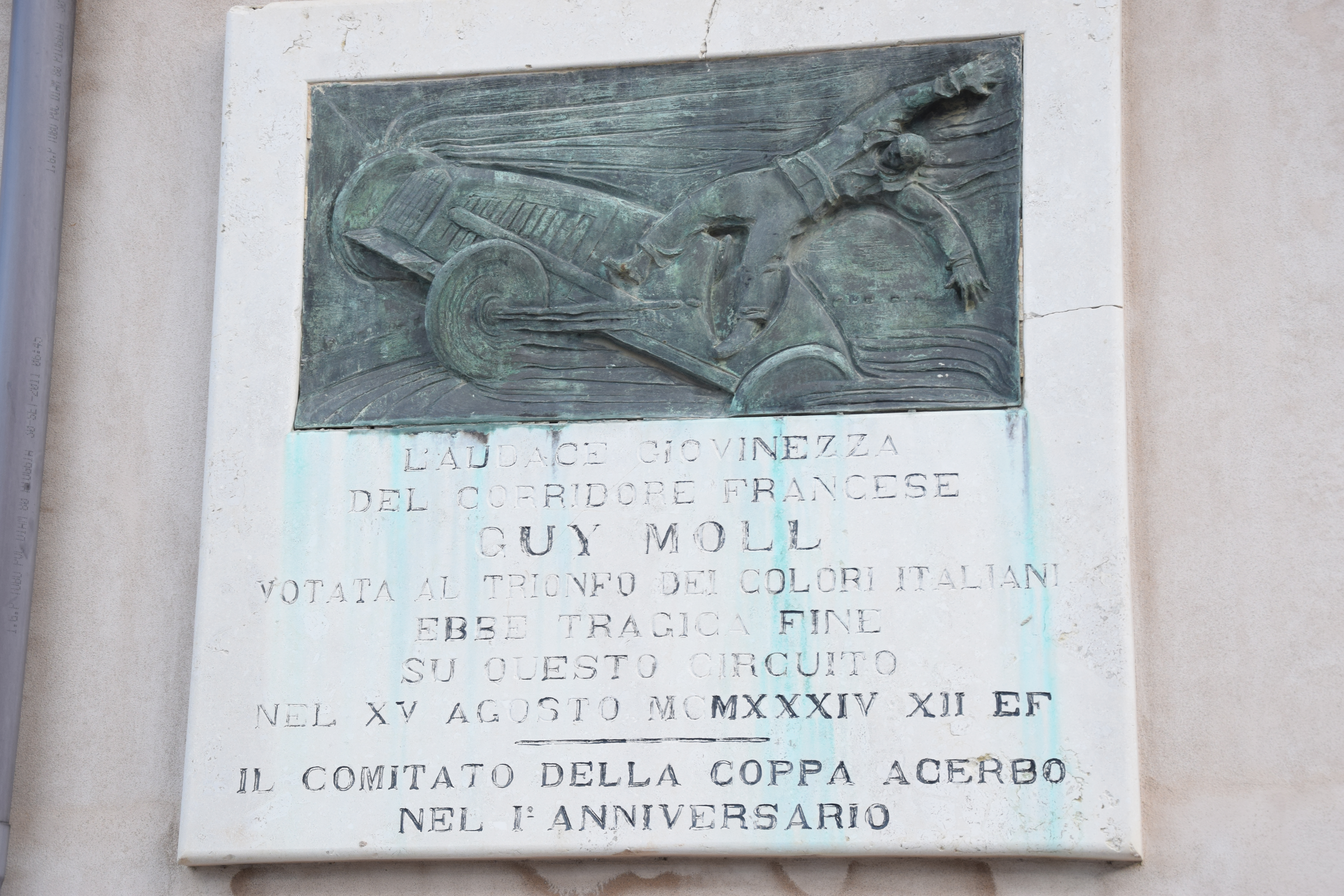
Pamětní deska Guy Molla na okruhu v Pescaře, kde 15. srpna 1934 zahynul

## Smrtelná havárie
Během závodu Coppa Acerbo bylo proměnlivé počasí se silným větrem (Scirocco), občasnými dešťovými přeháňkami ale i se slunečním svitem. Na okruhu v Pescara na závodu Grand Prix Pescary (15. srpna) se jel jeden z nejdramatičtějších a nejtvrdších závodů, které se po dlouhou dobu konaly. Italský tisk to nazval „bitvou titánů“. Italský ministr Giacomo Acerbo pojmenoval závod na počest svého bratra Capitana Tita Acerba, vyznamenaného válečného hrdiny, který byl zabit během posledního roku 1. světové války. První závod se konal v roce 1924. V srpnu 1934 se konal 10. ročník.
Coppa Acerbo byl druhým nejdůležitějším závodem v Itálii (po Monze) a jel se na 20 kol (516 km). Pro rok 1934 tato událost nabyla na důležitosti, srovnatelné s hlavními evropskými Grand Prix. Poprvé od doby, kdy se Německo znovu zapojilo do mezinárodního závodního sportu, se Mercedes-Benz a Auto Union setkaly se svým nejtěžším soupeřem v Itálii. Scuderia Ferrari zastupovala Alfu Romeo, Maserati sice neposlalo žádné vozy, ale na Maserati startovalo sedm nezávislých jezdců. Molsheim poslal jen jedno Bugatti (Brivio) a Němci dorazili se třemi Mercedesy (Caracciola, Henne, Fagioli) a dvěma Auto Uniony (Sebastian, Stuck). Všichni očekávali výsledek této pětistranné bitvy s velkým napětím.
Po startu se do čela dostal Auto Union Hanse Stucka, následovaný Varziho červenou Alfou Romeo a Caracciolovým Mercedes-Benz. Moll jel po 1. kole na 5. místě. Po 2. kole Moll zajel do boxů, aby si nechal vyměnit zapalovací svíčku, ztratil jednu minutu a propadl se na 9. místo. Zahájil velkou stíhací jízdu, po 5. kole byl již 7., po 6. kole jel jako 5., po 7. kole už byl na 4. místě. V osmém kole Moll dostihl Henneho a předjel ho na třetí místo. Caracciola, který vedl osm kol, udělal jednu ze svých vzácných chyb v 9. kole, když vyjel z mokré trati poblíž Capelle sul Tavo a odstoupil ze závodu. Moll jel už druhý a pronásledoval vedoucího Luigiho Fagioliho. Alžířan jel rychleji než kdy jindy, protože věděl, že naděje Itálie leží na jeho bedrech. Během dlouhé zastávky Fagioliho v boxech po 9. kole se Guy Moll prohnal kolem tribun na první místo a dav řval vzrušením. Po dokončení 11. kola Moll zastavil na doplnění paliva, což vyneslo Varziho (převzal Alfu P3 Pietra Ghersiho) na první a Fagioliho na druhé místo. Mollova Alfa byla nyní připravena na závěrečnou bitvu a Alžířan se snažil dohnat čas ztracený během zastávky v boxech. Na konci 14. kola zajel Varzi do boxů a dostali před něj Fagioli a Moll. V 18. kole (dvě kola před cílem) projel Moll klikatou sekcí rychleji než kdy předtím. Přes vlásenku Capelle těsně sledoval Henneho, a když vjížděli na rovinku Monte Silvano z kopce, Moll se pokusil předjet Mercedes, který byl nyní o celé kolo pozadu. Henne nečekal, že Moll bude předjíždět na tomto úzkém byť přímém úseku, kde potřeboval téměř celou šířku trati, jen aby udržel Mercedes na silnici. Moll byl již mírně před Hennovým Mercedesem, když se Alfa Romeo posunula příliš doleva, Moll ztratil kontrolu nad vozem, kola sklouzla přes okraj vozovky a sjela do mělkého příkopu na kraji silnice. Moll brzdil a zběsile se snažil dostat zpět na silnici. Pak jedno přední kolo narazilo do nízkého kamenného sloupku, který byl součástí zdi malého mostu. Náraz v rychlosti přes 250 km/h způsobil, že se auto vymrštilo do vzduchu, převrátilo se vysoko a Molla vymrštilo ven. Má se za to, že byl okamžitě mrtev. Jiná verze uvádí, že Alfa sebou při předjíždění škubla, někteří říkají, že ji odfoukl vítr scirocco od Jaderského moře, uhnula z přímého směru, projela příkopem, narazila na most a nakonec se zastavila téměř čtvrt míle daleko u zdi stodoly. Po havárii byla vznesena obvinění, pokoušející se svalit vinu za havárii na Ernsta Henneho, jehož řízení bylo popsáno jako divoké a podezřelé, ale nic z toho se nepotvrdilo.
Guy Moll byl pohřben na hřbitově Maison-Carree, Sidi M'Hamed District ve svém rodném Alžírsku.

## Vzpomínky

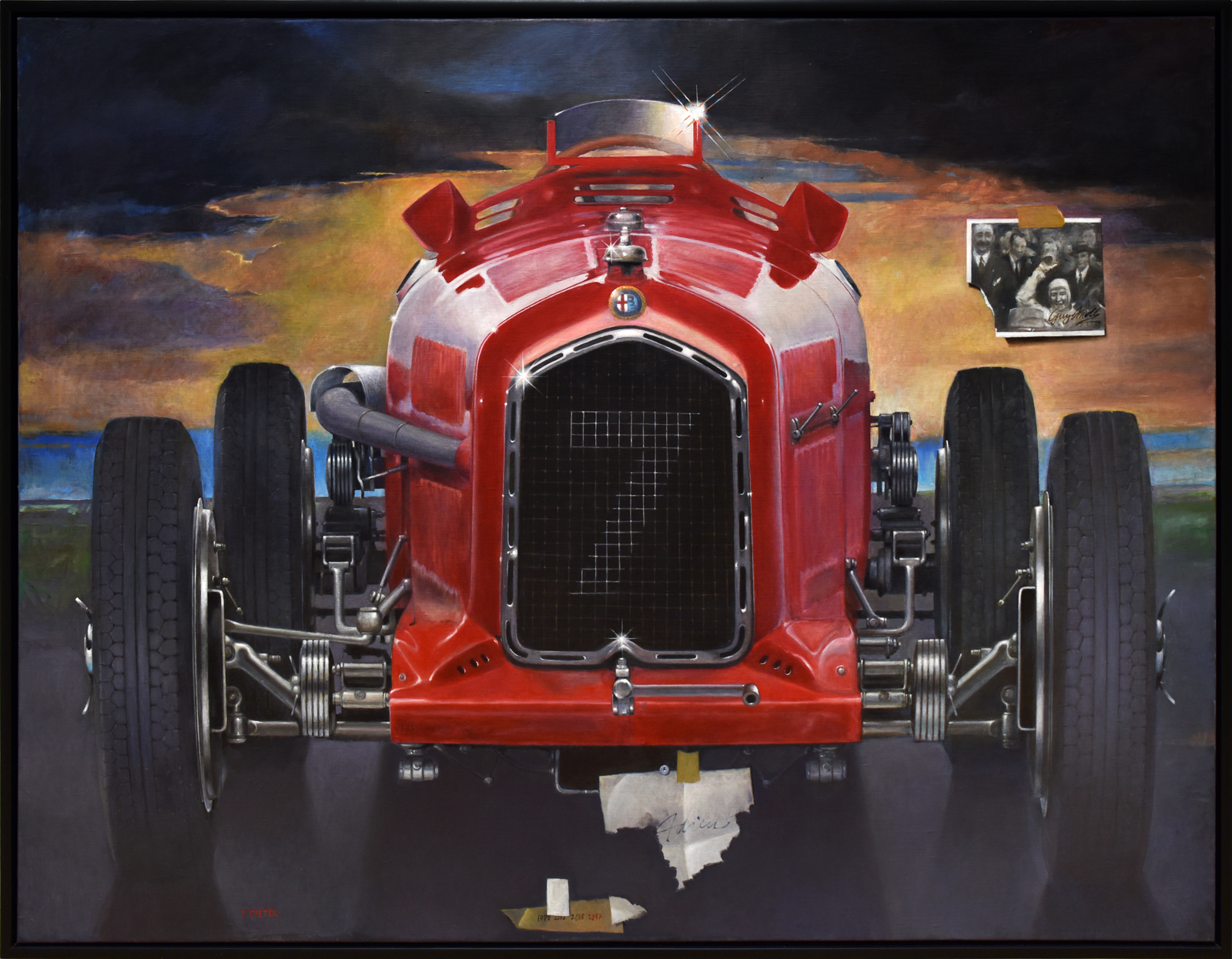
Theodor Pištěk, Adieu, Guy Moll (1992-2017)

Lze jen spekulovat o tom, jak dobře by si po celou kariéru vedl. Enzo Ferrari ho nazval meteorem a řekl: "Měl věci jednoho z největších leteckých es, které kdy existovalo. Mezi jezdci, kteří dorazili do mé stáje, nebyl Moll prvním cizincem, ale byl bez pochyby prvním senzačním jezdcem. Podle mého názoru byl jediným jezdcem, společně s Mossem, který se dal zařadit vedle Nuvolariho."
V 80. letech 20. století se Theodor Pištěk inspiroval velmi silným příběhem francouzského automobilového závodníka Guye Molla. Navzdory tomu, že Moll zemřel v pouhých 24 letech a jeho profesionální závodní kariéra trvala pouhé dva roky, dokázal se zapsat do historie tohoto sportu natolik, že je dodnes považován za největší motoristický talent v historii. Prostřednictvím obrazu se Pištěk rozhodl vzdát hold této legendě. Po neuvěřitelných 25 letech v roce 2017 Pištěk olej na plátně Sbohem, Guy Moll dokončil (1992–2017). Hlavním motivem obrazu je vůz Alfa Romeo Tipo B/P3, ve kterém Moll zahynul. Na aukci konané 29. listopadu 2020 v Galerii Kodl byl tento obraz vydražen za 25 440 000 Kč.